# Рок-музыка в Канаде
Рок-музыка является массовой и разнообразной частью музыкальной культуры Канады, начиная с американского и британского рок-н-ролла в середине XX века. С тех пор Канада оказала значительное влияние на развитие современной популярной музыки под названием рок. В Канаде сформировались многие из самых значительных групп и исполнителей жанра, внося свой вклад в развитие самых популярных поджанров, среди которых поп-рок, прогрессив-рок, кантри-рок, фолк-рок, хард-рок, панк-рок, хэви-метал и инди-рок.

## История

### 1970-e
Первой канадской группой, получившей широкую известность за пределами страны, были «The Band». С момента образования и до 1967 года «The Band» были инструментальной аккомпанирующей группой у разных певцов, сотрудничали с Бобом Диланом. Официальная дискография «The Band» началась в 1968 году, и с этого времени канадский коллектив вплоть до своего распада не знал, что такое забвение слушателей. Музыка «The Band» — это высокопрофессиональный жёсткий рок с элементами акустической музыки и фольклорными вкраплениями.
Среди канадских «тяжелых» групп можно выделить «Bachman Turner Overdrive», игравших «тяжёлый рок-н-ролл», «April Wine», ориентировавшихся на упрощённый хард-рок с элементами хэви, и хард-рок-группу Max Webster (лидер Ким Митчелл), выпустившая в 1976—1981 годах шесть альбомов, ставших бестселлерами в Канаде.
Безусловно, самой крупной величиной канадского рока следует считать группу «Rush». Они были последователями «Jethro Tull», исполняли «тяжёлый арт-рок», но пошли дальше своих великих учителей, став основоположниками стиля «прогрессивный хэви-метал». Во время всеобщего кризиса арт-роковых групп «Rush» фактически господствовали в мировом арт-роке, и лишь появление нового поколения «прогрессивного» рока сказалось на положении канадцев. Безусловные новаторы, «Rush», по праву считаются одной из самых известных групп в «прогрессивном» роке.
Джони Митчелл (первый альбом вышел в 1968) — певица и автор песен, «одна из самых важных исполнительниц рок-эры» (так было сказано в 2002 году в решении о присуждении премии «Грэмми» за жизненные достижения).

### 1980-e
В канадском роке 1980-е годы были отмечены новыми блестящими работами группы «Rush» и их последователей — «Triumph».
В 1984 году неожиданно возродились распавшиеся в 1977 году «Bachman Turner Overdrive».
Из соло-исполнителей дебютировал певец и композитор Брайан Адамс, работавший в 1970-х для «Kiss» и «Prizm», — один из самых незаурядных мелодистов в коммерческом роке, о чём свидетельствует успех его баллад «Please Forgive» и «Everything I Do, I Do It For You»..

### 1990-e
В начале 1990-х годов рок-музыка в Канаде совершила решительный поворот. Так же, как и исполнители 1970-х конкурировали с диско, исполнители 1990-х конкурировали с канадским и американским хип-хопом, в видео- и радиочартах. Глэм-рок и стадионный рок уступили свои позиции хип-хопу, а альтернативный рок и гранж стали новым звучанием следующего поколения. Канадские публикации, посвящённые канадскому року и поп-музыке, эксклюзивные либо в тандеме с более общим редакционным содержанием, направленные на молодых читателей, очень быстро распространялись в 90-х. Это было десятилетие невероятного национализма, по крайней мере, в отношении англо-канадской музыки. В 1971 году правила (доля канадского контента на радио увеличились 25 % до 30 % в 1980-х) наконец, вступили в полную силу, и к концу десятилетия радиостанции должны были играть 35 % канадского контента. Это привело к взрывному росту канадских групп в эфирах канадских радиостанций. Такие группы как The Headstones, The Tea Party, Matthew Good Band, Moist, Sloan, The Gandharvas, Change of Heart, Skydiggers, Eric's Trip, Limblifter, Salmonblaster, supergarage, Shyne Factory, Doughboys, Crash Test Dummies, The Lowest of the Low, 13 Engines, Odds, I Mother Earth, Big Sugar, Glueleg, Age of Electric, Rymes with Orange, Strapping Young Lad, Bif Naked, Rheostatics, The Watchmen, Moxy Früvous, Rusty, Our Lady Peace, The Philosopher Kings, Junkhouse, Wide Mouth Mason, Pure, Thrush Hermit, cub, The Killjoys, Sandbox, Treble Charger, Big Wreck, The Weakerthans, Propagandhi и The Planet Smashers. Хотя многие из них не слишком преуспели в Соединённых Штатах, они по-прежнему пользуются большой популярностью в Канаде, и гораздо большей жизнеспособностью, чем их современники в других странах.
Barenaked Ladies привлекли внимание канадского инди-рынка, когда продажи их альбомов начали расти благодаря живым выступлениям и крайне положительной реакции публики. The Yellow Tape, выпущенный в 1991 году, стал первым инди-релизом среди всех групп, который достиг платинового статуса (100 000 копий) в Канаде. Альбом Stunt стал их самым большим успехом, поддержанным «One Week», который по совпадению провёл одну неделю на первом месте на легендарном Billboard Hot 100. Также примечательна группа The Tragically Hip, которая подписала долгосрочный контракт с MCA в 1987 году, но была в значительной степени непризнанной до 1989 года, пока не вышел альбом Up to Here. Они утвердили себя как одна из самых влиятельных групп в Канаде. Они не смогли достичь широкого успеха в Соединённых Штатах, но это не имело значения, потому что их канадской фан-базы было достаточно для поддержания долгой и здоровой карьеры, даже спустя 25 лет они дают концерты на больших стадионах. Группа является одной из местных героев Канады. Рекордное количество их дебютов занимало первое место в Canadian Albums Chart, в общей сложности восемь альбомов. Они были введены в «Канадский Зал Славы Музыки», «Аллею Славы Канады», Королевскую Консерваторию, выиграли более дюжины Juno Award в более чем тридцати номинациях.
Our Lady Peace из Торонто стали одной из самых успешных канадских рок-групп 1990-х годов; альбом 1997 года Clumsy был сертифицирован как «бриллиантовый» в Канаде и стал «платиновым» в США. Они сделали то, чего многие канадские рок-группы не смогли сделать за это время. В 1996 году VideoFACT (Фонд Содействия Талантам Канады) запустил PromoFACT, программу финансирования, для того чтобы помочь новым артистам выпускать электронные пресс-подборки и веб-сайты. Это помогло инди-року занять доминирующее положение в середине 1990-х годов, так же, как и рок-н-ролл, инди стала преобладающей силой в канадских чартах. Концепция инди-рока предполагала развитие вне мейнстрима, но тем не менее инди стала мейнстримом в конце десятилетия. В конце 1990-х годов рок-жанры развились до самостоятельных направлений. Каждый из жанров развивался в значительной степени независимо от других. Возможно, самые драматичные изменения произошли в образе жизни девушек. Это были дочери женщин, которые боролись за эмансипацию и равенство в 1960-х годах. В популярной музыке к концу десятилетия канадские исполнительницы пользовались большим международным и коммерческим успехом, чем прежде.
Особенно сильно в 90-х преуспели, достигли новых вершин успеха с точки зрения финансов и критики, а также в их непосредственном влиянии на их соответствующие жанры: Сара Маклахлан, Селин Дион, Аланис Мориссетт и Шанайя Твейн. Аланис Мориссетт дала толчок новой революции в канадской музыке, начав эпоху, когда канадские женщины, такие как Аврил Лавин, будут править поп-чартами по всему миру. Певица, родившаяся в Квебеке, Селин Дион — самый продаваемый канадский артист всех времен, и когда её альбом 1997 года Let's Talk About Love был выпущен в Канаде, он побил рекорд по самым высоким показателям продаж за неделю по сравнению с любым другим альбомом, 230 212 экземпляров. Аланис Мориссетт и Шания Твен являются единственными канадскими артистами, которые продали два миллиона копий в Канаде, дважды получив статус бриллиантовых. Другие канадские женщины-музыканты добились международного успеха в высококонкурентном мире популярной музыки, в том числе Джони Митчелл, Джинетт Рено, Диана Дуфресне, Диана Кролл (джаз), Аврил Лавин, Лореена МакКеннит, Аманда Маршалл, Холли Коул, Шанталь Кревязук, Дайан Телл, Янн Арден, Дебора Кокс, Сара Хармер, Сьюзан Аглакерк, Мелисса Ауф-дер-Маур, Эмили Хейнс, Китти, Биф Голый, Нелли Фуртадо, Коллин Реннисон и Фейст.

### 2000-е
В начале первого десятилетия XXI века доминирующую позицию занимал пост-гранж, а также продолжали свою экспансию альтернативный рок, поп-панк, хард-рок и инди-рок, как с исполнительской точки зрения, так и коммерчески. Главным музыкальным феноменом стало появление нового поколения певцов-песенников, которые были прямым следствием творческих амбиций предыдущего поколения. Самым большим фактором, способствовавшим возрождению рок-музыки в первом десятилетии XXI века, является рост платных цифровых загрузок. Подавляющее большинство песен, купленных в цифровом варианте, — это синглы, выборочно купленные из полных альбомов; песни, которые покупаются по одной на основе альбомов исполнителя, считаются продажами синглов, хотя у некоторых из них нет официального издания для покупки. Бум независимой музыки на рубеже тысячелетий изменил динамику музыкальной индустрии. Компакт-диск (дешёвый для производства) заменил виниловый альбом и кассетные ленты (дорогостоящие для производства). Вскоре после этого Интернет позволил музыкантам напрямую распространять свою музыку, тем самым минуя путь через старомодный «звукозаписывающий лейбл». Музыкальная индустрия Канады пострадала в результате непростых времен в течение большей части последнего десятилетия, так как Канада в 2008 году присоединилась к 50 другим странам, обновив свой Закон об авторском праве, тем самым позволяя исполнителям и другим людям требовать компенсацию за свою работу, независимо от того, как она распространялась. В 2010 году Канада внедрила новое законодательство об авторском праве. Закон с внесёнными в него поправками делает незаконными взлом цифровых дистрибутивов, но закрепляет в законе способность покупателей записывать и копировать музыку с компакт-диска на портативные устройства. Широкий и разнообразный звук в XXI веке рок-музыка достигла благодаря таким группам как Arkells, Devin Townsend, Strapping Young Lad, Billy Talent, Silverstein, Thornley, Sam Roberts, Joel Plaskett, Avril Lavigne, Finger Eleven, Simple Plan, Marianas Trench, Gob, Hot Hot Heat, The New Pornographers, Sum 41, Evans Blue, Parabelle, The Birthday Massacre, Thousand Foot Krutch, Three Days Grace, The Trews, Matt Mays & El Torpedo, Alexisonfire, Theory of a Deadman, Protest the Hero, Default, Bedouin Soundclash, Neverending White Lights, Hedley, Tokyo Police Club, Death from Above 1979, Age of Daze, Metric, Broken Social Scene, Monster Truck, The Sheepdogs, Walk off the Earth, City and Colour, No Sinner и Priestess.
Вероятно, самой успешной канадской группой десятилетия является Nickelback. Их альбом Silver Side Up был продан в размере более шести миллионов копий (6 раз «платиновый») в США и 800 тыс. копий (8 раз «платиновый») в Канаде. Группа выиграла несколько премий Juno Awards, American Music Award и премию MTV Video Music Award. Их хит-сингл «How You Remind Me» достиг вершины в Canadian Singles Chart и Billboard Hot 100, сделав их второй группой, достигнувшей этого положения, после The Guess Who с "American Woman" в 1970. Nickelback продали более 50 миллионов альбомов по всему миру, сделав их единственной канадской рок-группой, сумевшей сделать это. Также очень примечательна Аврил Лавин, которая является одной из самых продаваемых исполнителей, выпускающих альбомы в Соединённых Штатах, с более чем 10,25 миллионами экземпляров, сертифицированными Американской ассоциации звукозаписывающих компаний.
Конец десятилетия отличался удивительным количеством амбициозных инди-рок-альбомов. Канадская инди-рок-сцена была в центре внимания на национальном и международном уровне, во многих публикациях, таких как Spin, The New York Times Magazine, Rolling Stone, Under the Radar, а также канадское издание журнала Time. Несмотря на то, что для инди-группы сложно прорваться в Канаде, поскольку нет общенациональной рок-станции (радио). С другой стороны, группы могут получить некоторую поддержку с продвижением от MuchMusic и CBC Radio 3. Группы должны были в значительной степени полагаться на создание аудитории город за городом, поскольку каждая коммерческая радиостанция самостоятельно принимает свои решения в создании плей-листов. Ещё сложнее путешествовать по всей стране, из-за огромных размеров, создавая региональные сообщества, которые вращаются вокруг крупных музыкальных сцен в таких городах, как Виннипег, Ванкувер, Торонто, Монреаль или Галифакс, каждый из которых уже имеет кучу пригородных городских площадок, производящих следующую волну свежих групп. Наиболее заметным является Arcade Fire, которая получила множество наград, в том числе Grammy 2011 за альбом года, премию Juno Award 2011 года в номинации «Альбом Года» и премию Brit Brit за лучший международный альбом (третий студийный альбом The Suburbs).

### 2010-е
- The Dead South — группа самоопределяет свой жанр как блюз-фолк-рок с элементами кантри; многие слушатели относят их творчество к блюграсс и гаражному року, три альбома (2013, 2014, 2016).